# Viviré
Viviré es un álbum de Camarón de la Isla lanzado en 1984 y editado por la compañía discográfica Philips, en el que está acompañado por Tomatito y Paco de Lucía. Contiene canciones escritas por el propio artista y su hermano, Pepe de Lucía.

## Canciones
1. Viviré - 3:51 (Pepe de Lucía)
2. Campanas de alba - 4:00 (Pepe de Lucía)
3. Mi sangre grita - 4:00 (Antonio Humanes)
4. Mar amargo - 3:30 (Pepe de Lucñia)
5. Na más que'r día - 3:14 (Pepe de Lucía)
6. Nuestros sueños - 3:04 (Antonio Humanes)
7. Dios de la nada - 3:17 (Pepe de Lucía)
8. Tres luceros - 5:41 (Antonio Humanes)

- Datos: Q6164262